# Tenhi
Tenhi is een progressieve Finse band, opgericht in 1996. De band maakt melancholische rockmuziek met folkinvloeden.
De muziek van Tenhi is minimalistisch en somber. Het ritme volgt veelal de lijn van moderne rockmuziek. De zang en de melodische instrumenten zijn echter sterk beïnvloed door volksmuziek. De basis voor de band wordt gevormd door de akoestische gitaar, de bas en het drumstel. Daarnaast maakt de band ook veel gebruik van andere instrumenten, waaronder: de piano, de viool, de altviool en fluit en in mindere mate: de didgeridoo, de mondharp, de harmonium, de cello, de udu en een synthesizer.

## Bezetting

### Centrale bandleden
- Tyko Saarikko - zang, piano, harmonium, synth, gitaar, percussie, didgeridoo, mondharp, udu
- Ilmari Issakainen - drums, piano, gitaar, bas, percussie, tweede stem
- Ilkka Salminen - zang, gitaar, bas, harmonium, percussie

De centrale bandleden schrijven al het materiaal en gaan tevens over de vormgeving.

### Sessie-/Gastmuzikanten[1]
- Eleonora Lundell - viool (Kauan, AIRUT:Ciwi, Folk Aesthetic); altviool (Väre)
- Inka Eerola - viool (Väre, Maaäet, Folk Aesthetic)
- Jaakko Hilppö - bas, tweede stem (Väre); tweede stem (Maaäet, Folk Aesthetic)
- Janina Lehto - fluit (Väre, Maaäet, Folk Aesthetic); zang (AIRUT:Aamujen)
- Kirsikka Siik - cello (Väre)
- Tuukka Tolvanen - tweede stem (Maaäet, AIRUT:Aamujen); zang (Folk Aesthetic)
- Veera Partanen - fluit (AIRUT:Ciwi, Folk Aesthetic)

## Harmaa
Harmaa is een apart project van Tenhi dat ontstond nadat de band experimenteerde met nieuwe thema's op de Tenhi EP Airut:Ciwi (2001), met in het bijzonder het nummer Kielo. De band wenste op deze thema's voort te borduren met een volledig album, Airut:aamujen (UTUstudio, 2004 - Prophecy Productions, 2006; uitgebracht als Tenhi). Momenteel is het gezelschap bezig met de opname van het derde hoofdstuk uit de "saga", Airut:Savoie. Harmaa is Fins voor middentoon grijs.
De Harmaa-stijl typeert zich ten opzichte van het andere werk van Tenhi door het vrijwel exclusieve gebruik van enkel piano, drums en bas. De akoestische gitaar en de synthesizer maken slechts korte verschijningen en worden niet genoemd in de credits.
De betrokken bandleden zijn: Ilmari Issakainen (drums, piano, bas), Tyko Saarikko (zang), Janina Lehto (zang), Tuukka Tolvanen (tweede stem).

## Discografie
- 1997 - Kertomuksia, demo
- 1998 - Hallavedet, MCD
- 1999 - Kauan, CD
- 2000 - Airut:ciwi, MCD
- 2002 - Väre, CD
- 2006 - Maaäet, CD
- 2006 - Airut:Aamujen, CD
- 2007 - Folk Aesthetic 1996-2006, 3 CD's in boekformaat
- 2011 - Saivo, CD